# Neom
NEOM là một thành phố và khu kinh tế đa quốc gia dự kiến được Ả-rập Xê-út xây dựng trên diện tích 26.500 km vuông ở tây bắc nước này, bên bờ Biển Đỏ. Đây vốn chỉ là một vùng duyên hải hẻo lánh, cằn cỗi, chưa phát triển.
Thành phố này đã được ông hoàng Mohammad bin Salman của Saudi tuyên bố tại Hội nghị Sáng kiến Đầu tư Tương lai tại thủ đô Riyadh, Ả-rập Xê-út vào ngày 24 tháng 10 năm 2017. Ông nói rằng thành phố mới sẽ hoạt động độc lập với "khuôn khổ chính phủ hiện tại" với các luật về thuế, luật lao động và chế độ tư pháp tự trị.
Sáng kiến này được đưa ra từ Saudi Vision 2030, một kế hoạch tìm cách giảm sự phụ thuộc của Saudi Arabia vào dầu mỏ, đa dạng hóa nền kinh tế và phát triển các lĩnh vực dịch vụ công. Klaus Kleinfeld, cựu chủ tịch và giám đốc điều hành của Alcoa, Inc. sẽ chỉ đạo sự phát triển của thành phố. Theo kế hoạch này, các robot sẽ thực hiện các chức năng như an ninh, hậu cần, giao hàng tận nhà và chăm sóc cho thành phố dựa trên năng lượng gió và năng lượng mặt trời. Ngân sách xây dựng sẽ được khởi xướng với 500 tỷ USD từ Quỹ Đầu tư Công của Ả Rập Saudi và các nhà đầu tư quốc tế. Giai đoạn đầu của dự án được lên kế hoạch hoàn thành vào năm 2025.

## Tên gọi
Tên "NEOM" được tạo nên từ hai thành tố. Ba chữ cái đầu tiên tạo thành tiền tố tiếng Latin neo- nghĩa là "mới". Chữ cái thứ tư là viết tắt của "Mostaqbal" (tiếng Ả Rập: مستقبل), theo tiếng Ả Rập nghĩa là "tương lai".